# 藤井一瓠
藤井 一瓠（ふじい いっこ、1843年 - 1923年）は、日本の教育家・漢学者。

## 概略
1843年（天保14年）（熊本藩（現・熊本県熊本市中央区手取本町）生まれ。1875年（明治8年）、熊本県下益城郡海東村（現・宇城市）に弦巻小学校（現・宇城市立海東小学校）を設立し、教鞭をとる。教員退職後、海東阿蘇神社に神職として奉職した。
1922年（大正11年）9月、門弟たちによりその徳を称える石碑が建立された。

## 石碑

### 所在
- 熊本県宇城市小川町北海東三反田
- 1922年（大正11年9月）建設

### 碑文
「先生は元田藩士にして、熊本手取本町高田原に生る。明治八年六月此地に転籍し弦巻校創立せらるるや、直ちに教頭となり、同校経営に尽瘁せらる。教鞭を執ること殆ど二十数年、同二十六年、本村名誉協議員に当選、其後高齢で退職同年神官職を命ぜらる。同三十四年再び同村東部校教員拝命、同三十七年三月、老衰の故を以て職を辞せらる。神職の奉仕二十ヶ年に及び、其の間子弟教育、敬神教育、本村の開発に貢献尽瘁せらる。大正十一年建設」